# Дэвис, Джули
Джу́ли Дэ́вис (англ. Julie Davis; 1969, Майами, Флорида, США) — американский режиссёр, сценарист, киномонтажёр, кинопродюсер и актриса.

## Биография
Джули Дэвис родилась в 1969 году в Майами (штат Флорида, США).
В 1986 году Джули окончила «Miami Palmetto High School», а в 1990 году — Дартмутский колледж. В 1991 году Дэвис изучала программу редактирования в «AFI Conservatory».

## Карьера
Джули начала свою карьеру в качестве киномонтажёра 1993 года с фильмом «Уличный ангел». В 1994 году Дэвис дебютировала в качестве режиссёра, сценариста и кинопродюсера «Интенсивный французский», который она также смонтировала. В этом же году она срежиссировала фильм Колдовство 6: Любовница Дьявола. В 1997 году она дебютировала в кино, сыграв роль Лизы в собственном фильме «Я люблю тебя, не трогай меня!».
В 2001 году Джули получила премию Santa Barbara International Film Festival в номинации «Лучший фильм» («Оргазм Эми»).

## Личная жизнь
С мая 1999 года Джули замужем за кинопродюсером Скоттом Мэнделлом. У супругов есть ребёнок.